# Omatsu Mayumi
Omatsu Mayumi (大松 真由美, sinh ngày 12 tháng 7 năm 1970) là một cựu cầu thủ bóng đá nữ người Nhật Bản.

## Đội tuyển bóng đá nữ quốc gia Nhật Bản
Omatsu Mayumi thi đấu cho đội tuyển bóng đá nữ quốc gia Nhật Bản từ năm 1997 đến 1999.

## Thống kê sự nghiệp
| Nhật Bản  | Nhật Bản | Nhật Bản |
| Năm       | Trận     | Bàn      |
| --------- | -------- | -------- |
| 1997      | 6        | 1        |
| 1998      | 5        | 0        |
| 1999      | 1        | 0        |
| Tổng cộng | 12       | 1        |